# Downtown Line (MRT)
Downtown Line – piąta linia Mass Rapid Transit (MRT) w Singapurze. Obecnie ma długość 4,3 kilometra, 6 stacji; 1 etap linii został otwarty w dniu 22 grudnia 2013 roku. Kolejne etapy 2 i 3 będą otwarte w 2016 i 2017 r. Linia połączy regiony północno-zachodnie i środkowo-wschodnie do nowym centrum Singapuru.
Po oddaniu całości linii będzie posiadać 44 km długości i 37 stacji. Podróż całą linią zajmie około 70 minut. Na mapach linia zaznaczona jest kolorem niebieskim.